# National Invitation Tournament 1938
El National Invitation Tournament 1938 fue la primera edición del National Invitation Tournament. La disputaron seis equipos, celebrándose la competición en el Madison Square Garden de Nueva York. El ganador fue la Universidad de Temple.

## Equipos
| Bradley      |
| Colorado     |
| Long Island  |
| NYU          |
| Oklahoma A&M |
| Temple       |

## Fase final
Cuadro final de resultados.
|  | Cuartos de final | Cuartos de final | Cuartos de final |          |    | Semifinales | Semifinales            | Semifinales            |                        |              | Final  | Final | Final |  |
|  |                  |                  |                  |          |    |             |                        |                        |                        |              |        |       |       |  |
|  |                  |                  |                  |          |    |             |                        |                        |                        |              |        |       |       |  |
|  |                  |                  |                  |          |    |             |                        |                        |                        |              |        |       |       |  |
|  |                  |                  |                  |          |    |             |                        |                        |                        |              |        |       |       |  |
|  |                  |                  |                  |          |    |             |                        |                        |                        |              |        |       |       |  |
|  |                  | Oklahoma A&M     | Oklahoma A&M     | 55       |    |             |                        |                        |                        |              |        |       |       |  |
|  |                  |                  |                  | 55       |    |             |                        |                        |                        |              |        |       |       |  |
|  |                  |                  | Temple           | Temple   | 56 |             |                        |                        |                        |              |        |       |       |  |
|  | 5                | Temple           | Temple           | Temple   | 56 | 53          |                        |                        |                        |              |        |       |       |  |
|  | 5                | Temple           |                  |          |    |             |                        |                        |                        |              |        |       |       |  |
|  | 4                | Bradley          | 40               |          |    |             |                        |                        |                        |              |        |       |       |  |
|  | 4                | Bradley          | 40               |          |    |             |                        |                        |                        | Temple       | Temple | 60    |       |  |
|  |                  |                  |                  |          |    |             |                        |                        |                        | Temple       | Temple | 60    |       |  |
|  |                  |                  | Colorado         | Colorado | 36 |             |                        |                        |                        |              |        |       |       |  |
|  |                  |                  | Colorado         | Colorado | 36 |             |                        |                        |                        |              |        |       |       |  |
|  |                  |                  |                  |          |    |             |                        |                        |                        |              |        |       |       |  |
|  |                  |                  |                  |          |    |             |                        |                        |                        |              |        |       |       |  |
|  |                  | Colorado         | Colorado         | 48       |    |             | Tercer y cuarto puesto | Tercer y cuarto puesto | Tercer y cuarto puesto |              |        |       |       |  |
|  |                  |                  |                  | 48       |    |             | Tercer y cuarto puesto | Tercer y cuarto puesto | Tercer y cuarto puesto |              |        |       |       |  |
|  |                  |                  | NYU              | NYU      | 47 |             |                        |                        |                        |              |        |       |       |  |
|  | 7                | NYU              | NYU              | NYU      | 47 | 39          |                        |                        | Oklahoma A&M           | Oklahoma A&M | 37     |       |       |  |
|  | 7                | NYU              |                  |          |    |             |                        |                        | Oklahoma A&M           | Oklahoma A&M | 37     |       |       |  |
|  | 2                | Long Island      | 37               |          |    |             |                        |                        |                        |              | NYU    | NYU   | 24    |  |
|  | 2                | Long Island      | 37               |          |    |             |                        |                        |                        |              | NYU    | NYU   | 24    |  |
|  |                  |                  |                  |          |    |             |                        |                        |                        |              |        |       |       |  |

| Campeón del NIT 1938    |
| ----------------------- |
| Temple Owls 1.er título |